# Delichon urbicum
El avión común (Delichon urbicum) es una especie de ave paseriforme migratoria de la familia de las golondrinas que cría en la Eurasia templada y el norte de África, y que pasa el invierno en el África subsahariana y Asia tropical. Se alimenta de insectos que captura al vuelo y por ello migra a climas donde haya abundancia de insectos voladores. Tiene las partes superiores del cuerpo y la cabeza negras, con el obispillo y las partes inferiores del cuerpo blancos. Se encuentra tanto en el campo como en los lugares habitados por los humanos. Tiene un aspecto similar a las otras dos especies de aviones del género Delichon, que son endémicas de Asia oriental y meridional. Se le reconocen dos subespecies.
Su nombre científico hace referencia al uso que hace de las estructuras humanas. Construye sus nidos de barro en forma de cuenco cerrado bajo los alféizares y aleros de los edificios, generalmente en colonias.
Su amplia distribución y el gran tamaño de su población comportan que no está amenazado de extinción globalmente. Pocos depredadores pueden cazarlo, como lo hace el alcotán (Falco subbuteo), aunque como otras aves es afectado por parásitos internos y externos, como pulgas y ácaros. Su proximidad a los humanos lo han hecho objeto de algunas referencias literarias y culturales.

## Taxonomía
El avión común fue descrito inicialmente por Carlos Linneo en su Systema Naturae en 1758 como Hirundo urbica, pero fue trasladado a su actual género Delichon por Thomas Horsfield y Frederic Moore en 1854. Delichon es un anagrama del término griego χελιδών (chelīdōn), que significa «golondrina», y el nombre específico urbicum (urbica hasta 2004, debido al desconocimiento de la gramática latina) significa «urbano» en latín. Por otro lado su nombre común procede del apócope del término antiguo gavión que a su vez procede del latino gavīa (que significa gaviota).

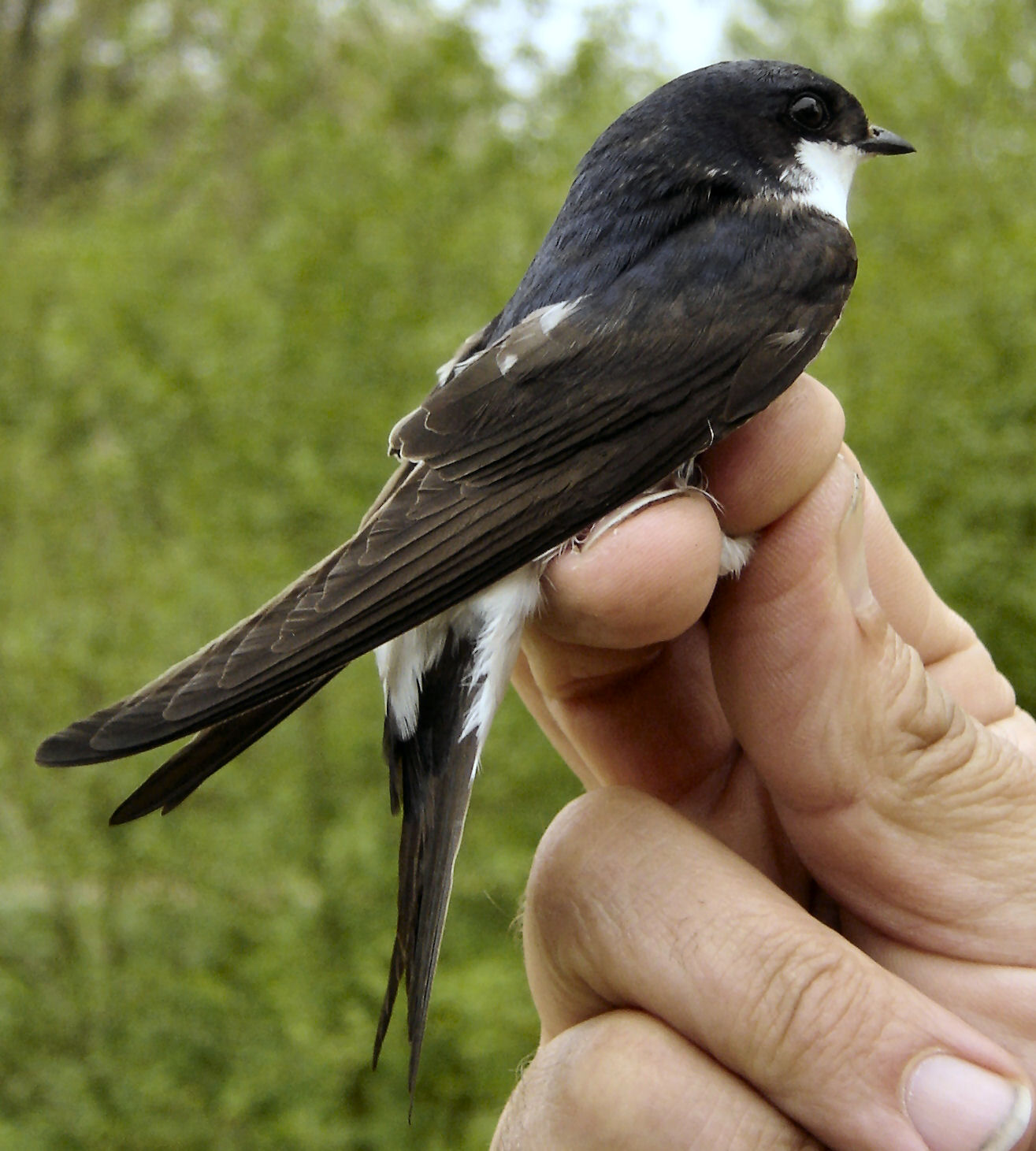
Ejemplar capturado en un anillamiento.

El género Delichon evolucionó separándose recientemente del género de la golondrina común, Hirundo, y sus tres miembros tienen una apariencia similar, con las partes superiores negras, en contraste con su obispillo blanco y partes inferiores blanquecinas. En el pasado se consideró que el avión común pertenecía a la misma especie que el avión asiático (D. dasypus), que cría en las montañas de Asia Central y Oriental e inverna en el sur de Asia, y que se parece mucho al avión nepalí (D. nipalense), un residente de las montañas del sur de Asia. Aunque los tres aviones del género Delichon son de apariencia similar, solo D. urbicum tiene el obispillo y las partes inferiores de color blanco puro.
El avión común tiene dos subespecies regionales reconocidas, la subespecie nominal, D. u. urbicum, que vive en Eurasia occidental; y la oriental, D. u. lagopodum, que fue descrita por el zoólogo alemán Peter Simon Pallas en 1811. Se han descrito otras razas, como meridionalis alrededor del Mediterráneo, pero las diferencias de la nominal son variaciones graduales, y por ello probablemente inválidas.

## Distribución y hábitat

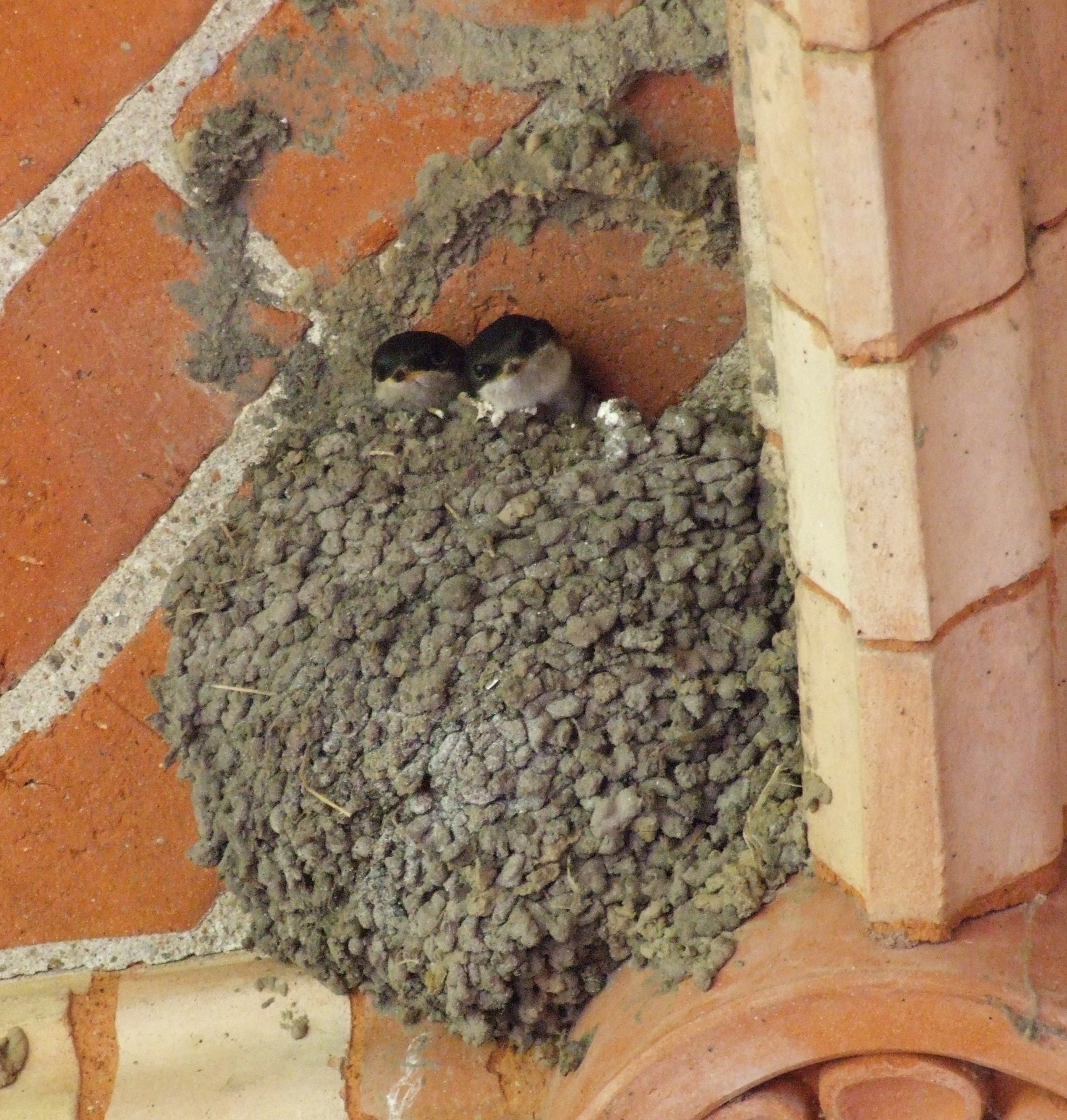
Nido de avión común.

La subespecie D. u. urbicum cría en Europa y Asia templada hasta Mongolia central y el río Yeniséi por el este; y en Marruecos, Túnez y el norte de Argelia, y migran antes de llegar el invierno al África subsahariana. D. u. lagopodum cría más al este del Yeniséi hasta Kolymá y extendiéndose al sur hasta el norte de Mongolia y China. Pasa el invierno en el sur de China y el sureste asiático.
El hábitat preferido por el avión común es el campo abierto con vegetación baja, como pastizales, praderas y dehesas, preferentemente cerca del agua, aunque también se encuentran en las montañas hasta los 2200 m s. n. m. Es mucho más urbano que la golondrina común, y puede hacer su nido en el centro de las ciudades si el aire está suficientemente limpio. Es más probable encontrarlo cerca de las arboledas que a las golondrinas, ya que también usa las ramas como atalayas para la caza de insectos. Esta especie normalmente no usa los cañaverales como perchas como hacen las golondrinas. Realizan sus nidos con barro adosándolos en las zonas altas de paredes y aleros; en la naturaleza utilizan roquedos y peñas acantiladas.

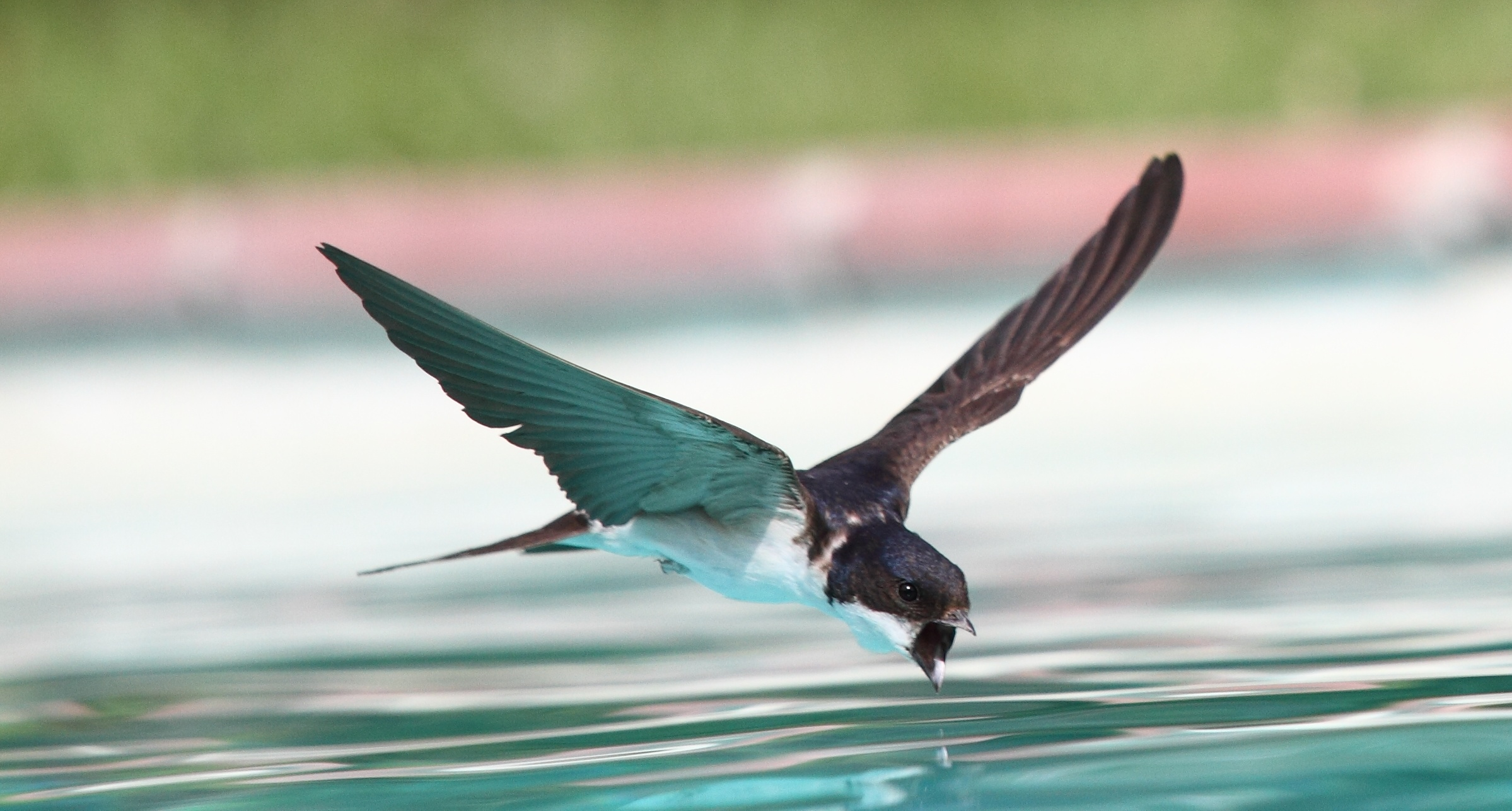
Anida preferentemente en las cercanías del agua, y es capaz de beber en vuelo.

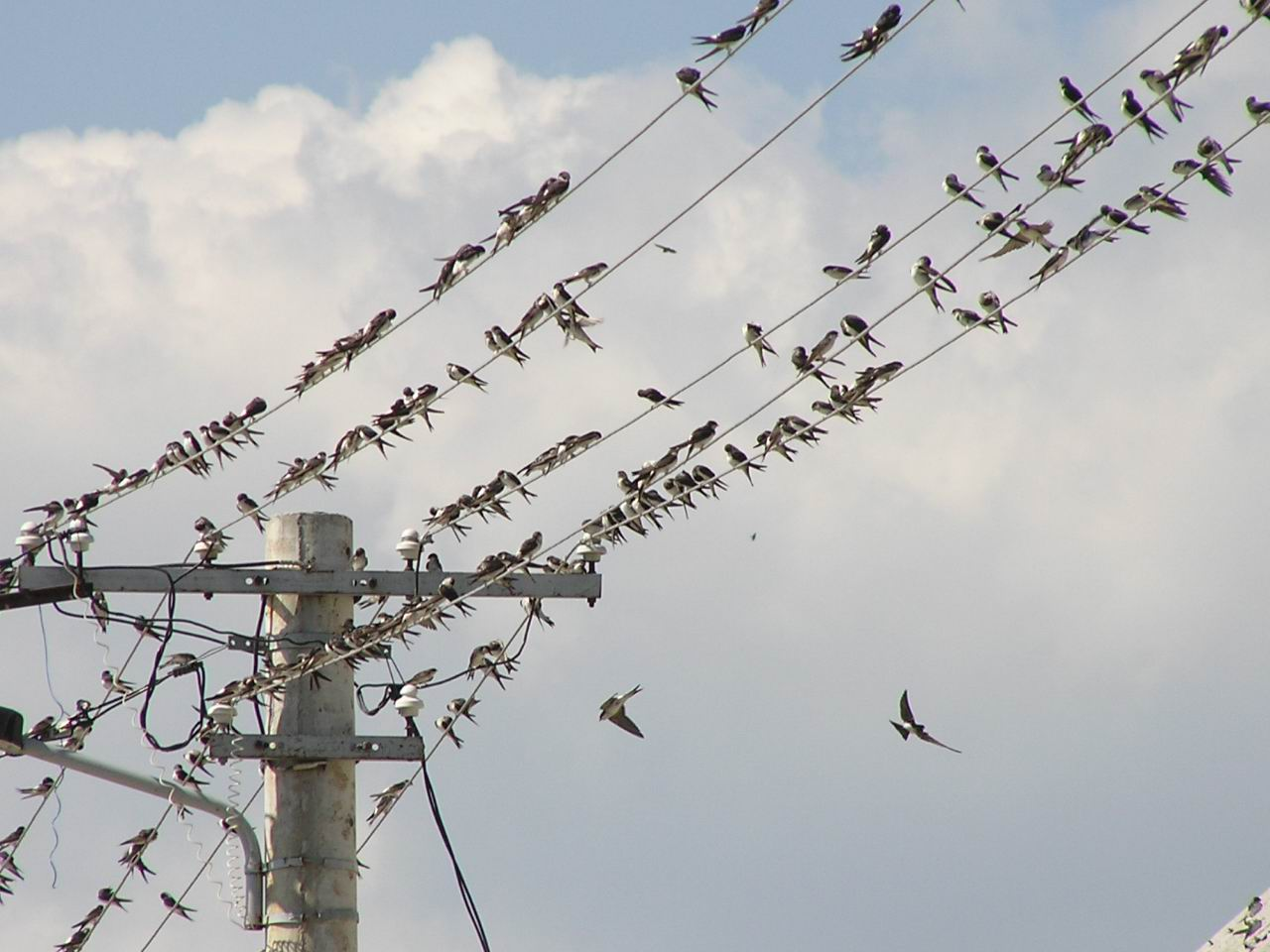
Típica bandada de aviones posada sobre cables.

En sus cuarteles de invierno los aviones se establecen en hábitats abiertos similares, aunque tienden a ser más nómadas y llaman menos la atención que las golondrinas durante su migración porque suelen volar más alto. En las zonas tropicales de su área de invernada, como África Oriental y Tailandia, se encuentra principalmente en zonas altas.
El avión común es un migrante que se traslada en frentes amplios (por ejemplo, los ejemplares europeos no se concentran en los estrechos que usan las grandes aves planeadoras, sino que atraviesan el Mediterráneo y el Sáhara). Durante la migración se alimenta capturando insectos al vuelo, y generalmente viajan durante el día, aunque algunos pájaros se mueven por la noche. La migración implica riesgos. En 1974 se encontraron varios cientos de miles de aves de esta especie muertos o moribundos en los Alpes suizos y regiones circundantes atrapados por las nevadas y las bajas temperaturas. Aunque la supervivencia de los adultos durante la migración otoñal dependa de la temperatura y las precipitaciones, las bajas temperaturas son más críticas para los juveniles durante la estación de cría.
Los aviones comunes regresan a las zonas de cría algunos días después que las golondrinas y, como esta especie, rara vez van directos hacia los lugares de anidamiento, sino que suelen ir a cazar alimento alrededor de las grandes masas de agua dulce, especialmente en cuando el clima no es favorable. Hay registros de aviones migrantes que se han quedado a criar en Namibia y Sudáfrica en lugar de regresar al norte. Como es de esperar de un migrador de larga distancia, aparece como divagante tan al este como Alaska y al oeste como en isla de Terranova, Bermudas y las Azores.

## Descripción

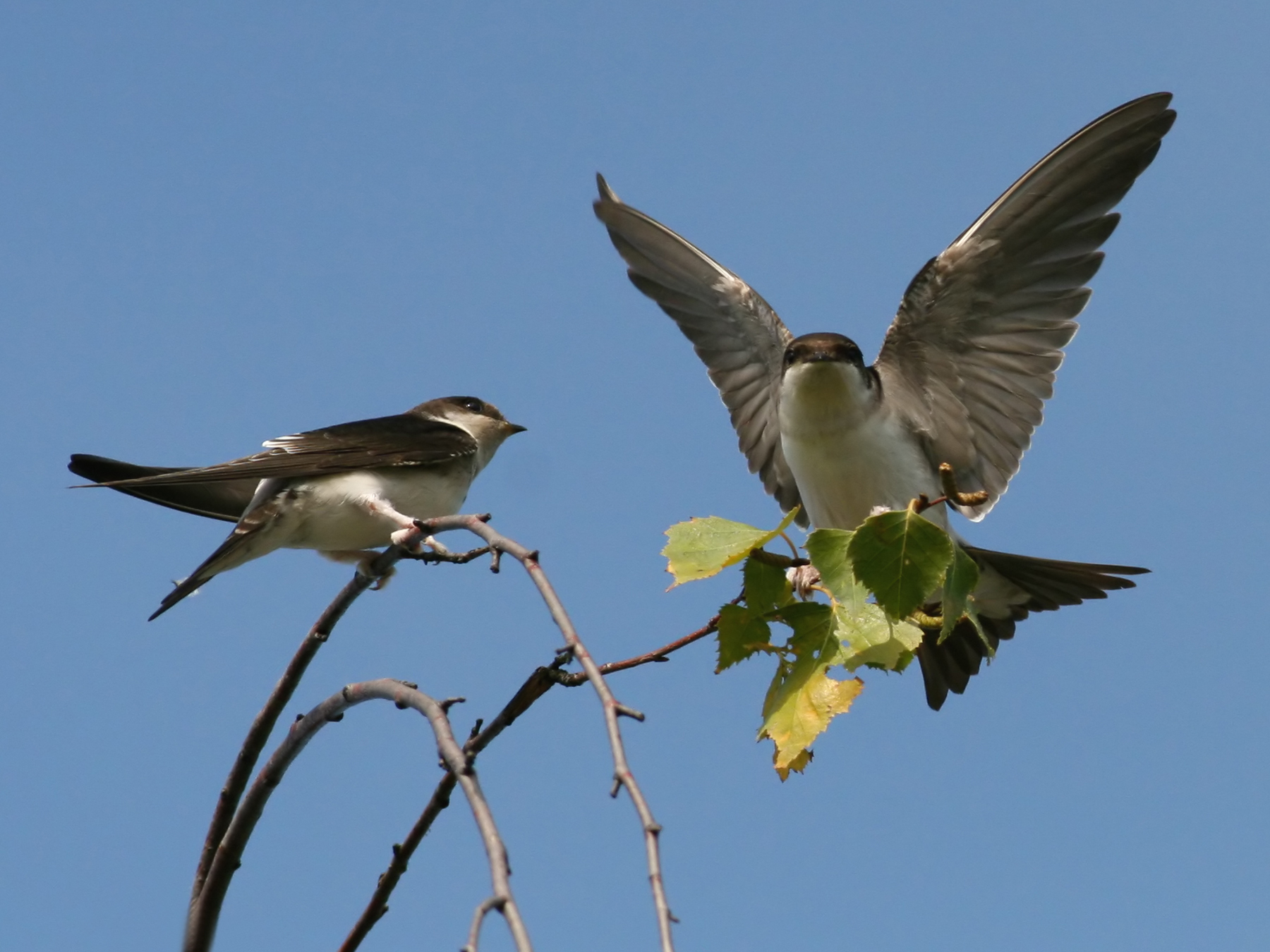
Dos aviones posados en una rama en los que se puede apreciar el plumaje blanco de sus zonas inferiores.

Los adultos de avión común miden desde los 12,5 cm hasta los 15,5 cm y tienen una envergadura alar de 26–29 cm. Pesan una media de 18,3 g. Se caracteriza por la mancha blanca de su obispillo. Sus partes inferiores son blancas, incluida la parte inferior de las alas y las plumas que cubren sus cortas patas, mientras que las superiores son negras con matices azulados. La cola es escotada y corta. Sus pies están recubiertos de plumas blancas y sus dedos y las partes expuestas de las patas son de color rosáceo. Tienen los ojos marrones y el corto pico negro. Ambos sexos tienen la misma apariencia, pero los juveniles son de color negro manchado y algunas de las plumas coberteras de sus alas tienen las terminaciones blancas.
Los individuos de la subespecie nominal, la occidental, miden unos 13 centímetros. La parte superior de su cabeza y alas es negra con reflejos azulados, su espalda es negra hasta el obispillo que es blanco, y toda su cola es negra, y sus partes inferiores son de color blanco intenso. D. u. lagopodum se diferencia de la raza nominal porque la parte blanca del obispillo se extiende por encima de la cola y su cola es más ahorquillada, intermedia entre D. u. urbicum y la del avión asiático.

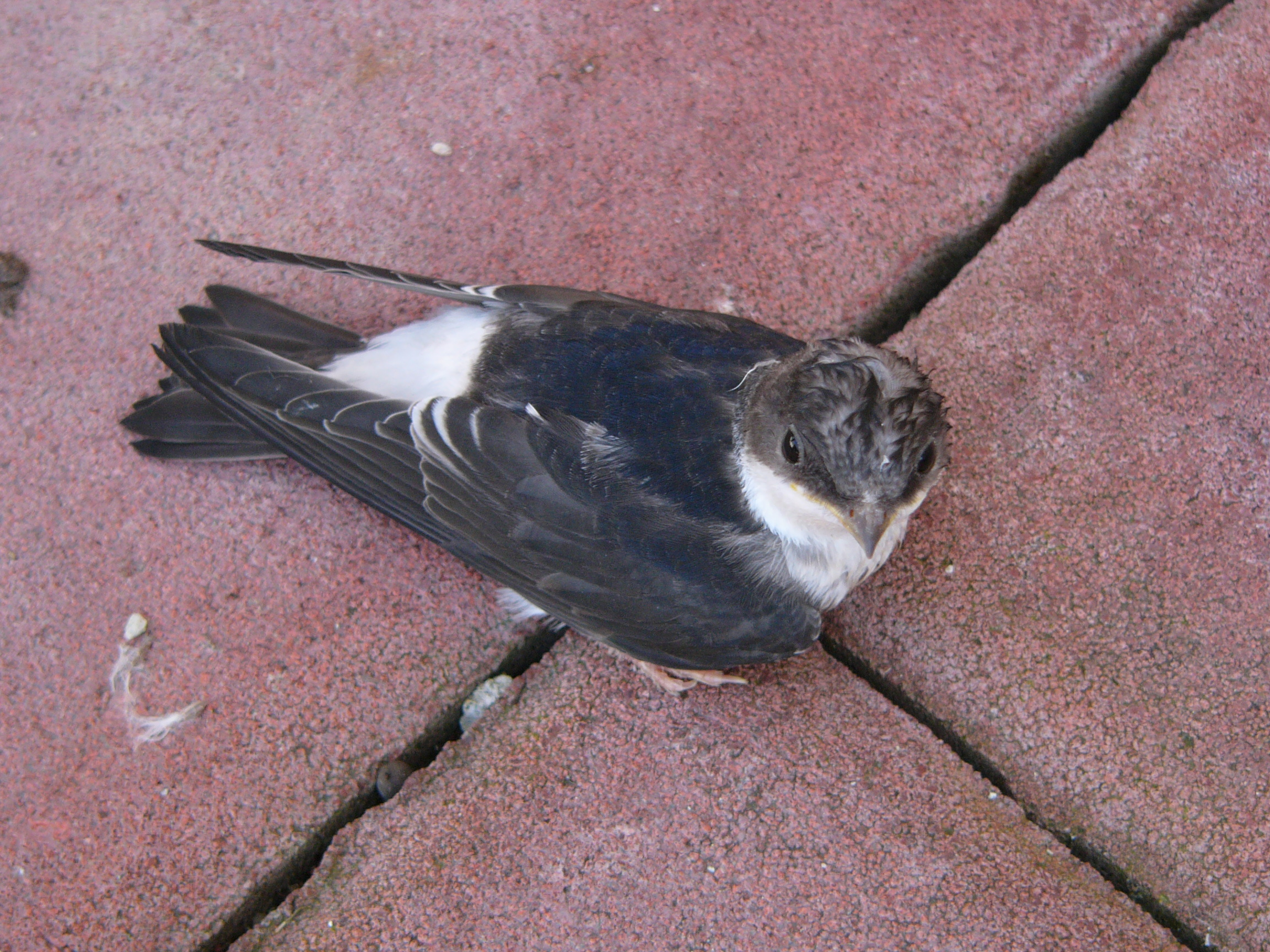
Juvenil de avión en el suelo.

Su obispillo y partes inferiores totalmente blancas son muy visibles cuando está en vuelo, y evita su confusión con las golondrinas con las que coincide en Eurasia como la golondrina común (Hirundo rustica), la golondrina dáurica (Cecropis daurica), o el avión zapador (Riparia riparia). En África se puede confundir con la golondrina culigrís (Pseudhirundo griseopyga), pero esta especie tiene el obispillo gris, sus partes inferiores son de un blanco menos intenso y su cola es más larga y ahorquillada. El avión común vuela batiendo las alas una media de 5,3 veces por segundo, más rápido que la media de 4,4 veces por segundo que bate las alas la golondrina común, aunque su velocidad de vuelo de 11 m•s−1 es la típica de los hirundinios.
El avión común es una especie bastante ruidosa, especialmente en sus colonias de cría. El macho canta durante todo el año emitiendo unos suaves y breves gorjeos. La llamada de contacto mientras vuelan consiste en un chirrrp sordo y vibrante, y la llamada de alarma es un priit más agudo y largo.

## Comportamiento

### Reproducción

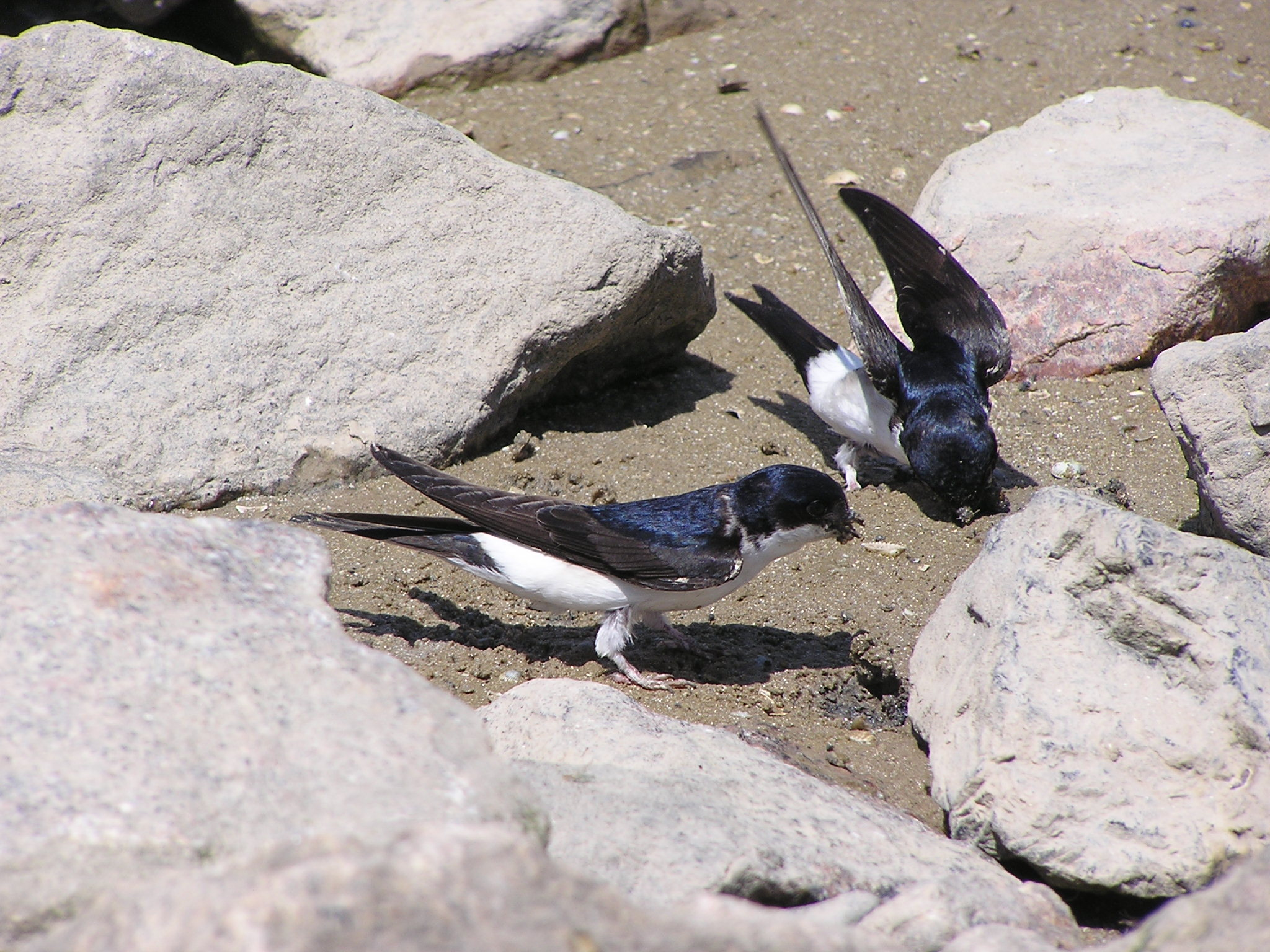
Aviones recolectando barro para su nido.

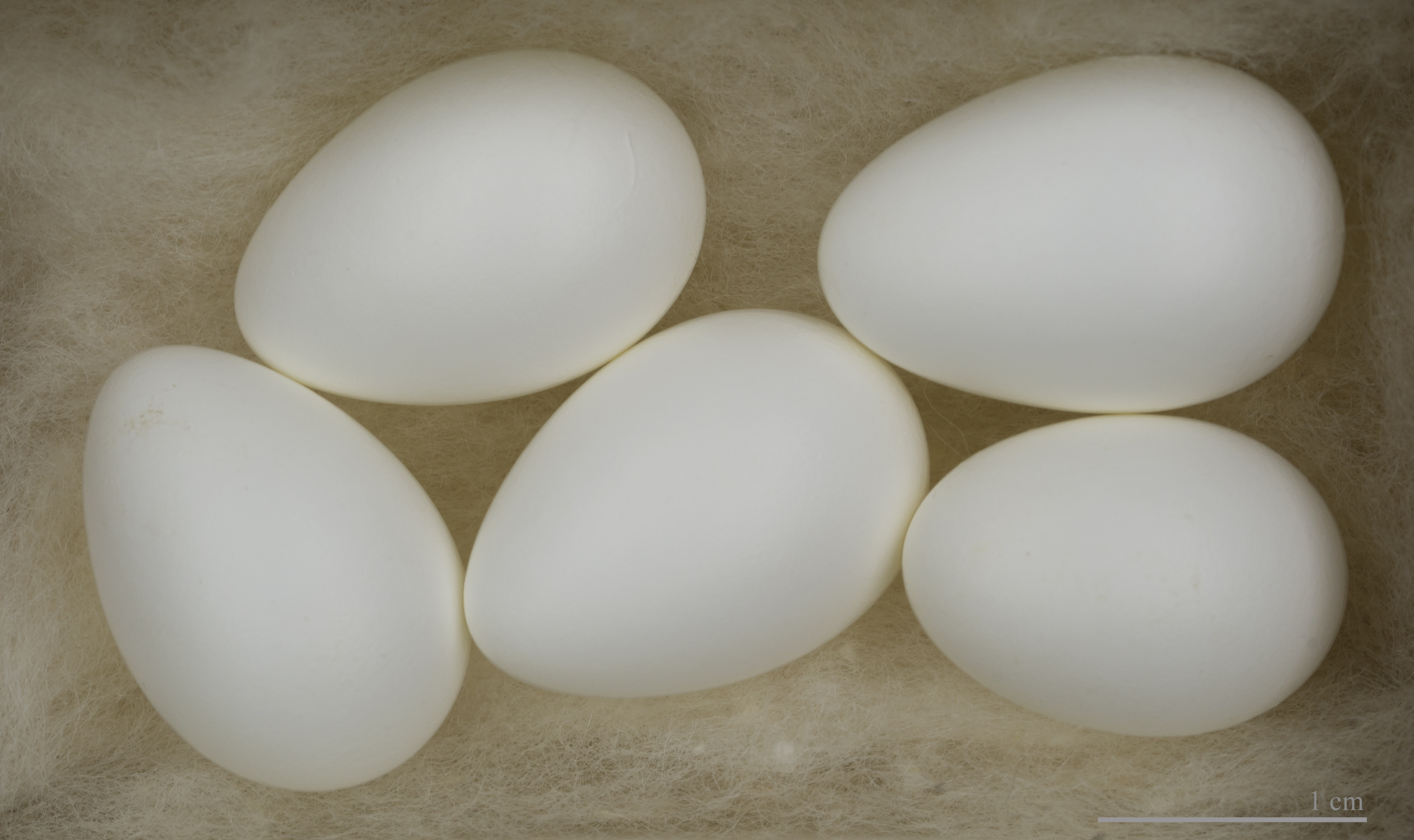
Huevos de Delichon urbicum.

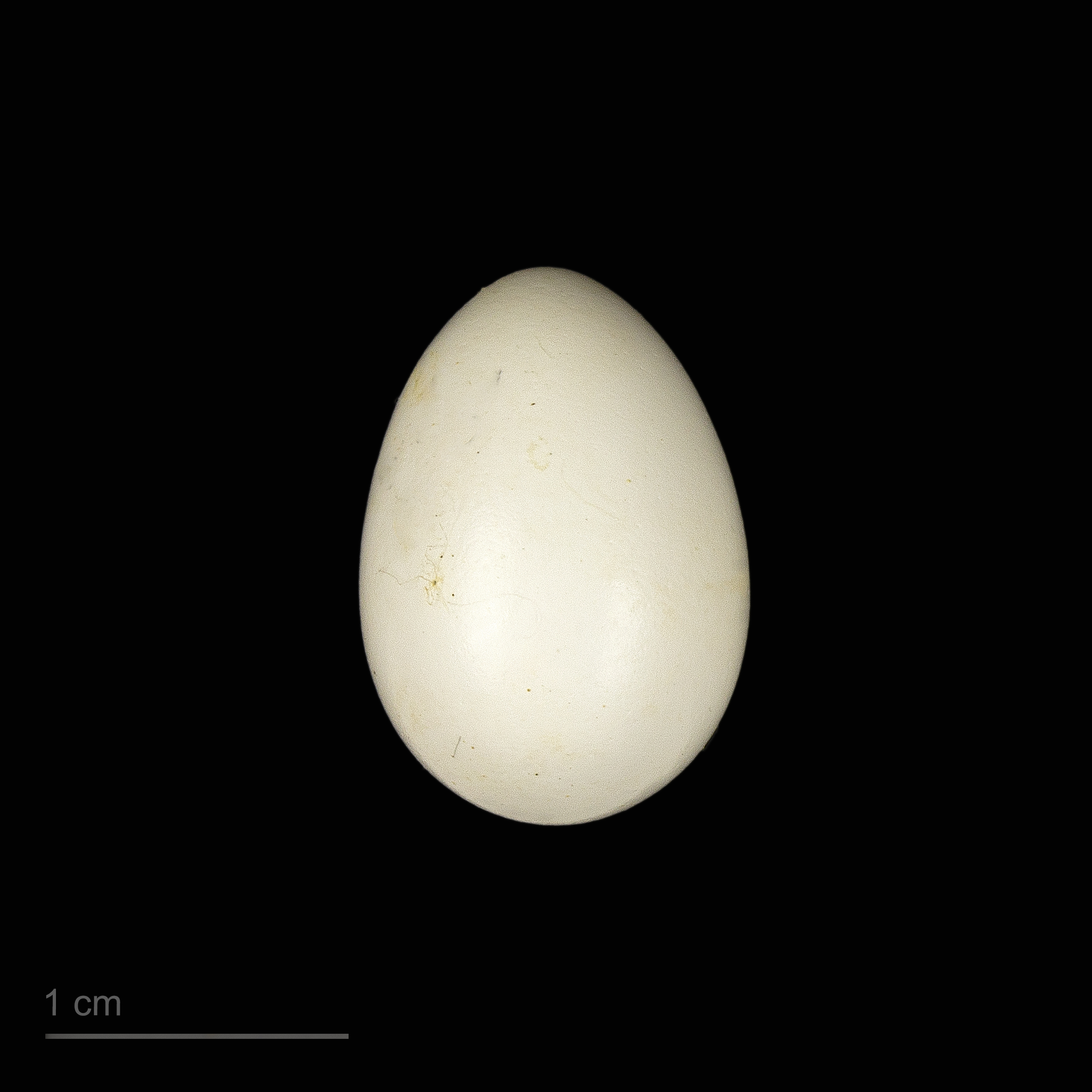
Huevo de Delichon urbicum meridionale, Argelia (MHNT)

El avión común originalmente anidaba en los acantilados y cuevas, y todavía existen colonias en acantilados, en los que construyen sus nidos de barro debajo de las rocas sobresalientes. Ahora usan masivamente para anidar las estructuras construidas por los humanos como los puentes y las casas. Al contrario que la golondrina común prefiere las partes exteriores de los edificios habitados antes que el interior de los establos y pajares. Los nidos se construyen en la intersección de una superficie vertical y una proyección, como en los aleros de las casas, para que sean más consistentes al estar pegados a dos planos.
Las aves reproductoras regresan a Europa entre abril y mayo, y empiezan a construir sus nidos entre finales de marzo en el norte de África y mediados de junio en Laponia. El nido es una concavidad de barro, con una pequeña abertura en la parte superior, fijada a la superficie inferior de un saliente adecuado, cuyo interior está revestido de hierba, pelos y otros materiales suaves. Lo construyen ambos miembros de la pareja juntando bolitas de barro que recolectan con sus picos. Van añadiendo sucesivas capas de barro que recolectan en estanques, arroyos o charcos. A menudo los gorriones intentan invadir los nidos durante su construcción y si lo consiguen los aviones tendrán que empezar la construcción de otro. Una vez que está acabado la entrada en lo alto del nido es demasiado estrecha para que los gorriones puedan apoderarse de él.
Las paradas nupciales y las cópulas de los aviones son normalmente breves y duran solo unos minutos. El macho llama a la hembra intentando dirigirla hacia el nido, donde él se posa y continúa emitiendo llamadas con la cabeza baja, las alas desplegadas y las plumas de la garganta erizadas. Si tiene éxito la hembra responde con llamadas y permite que la monte generalmente en el interior del nido.
Los aviones comunes tienden a criar en colonias, y sus nidos pueden estar en contacto unos con otros. El tamaño de las colonias no suele ser grande, normalmente tienen menos de diez nidos, aunque hay registros de colonias con miles de nidos. Generalmente ponen cuatro o cinco huevos, que miden de media 1,9 x 1,33 cm y pesan 1,7 g. La hembra realiza la mayoría de la incubación, que normalmente dura de catorce a dieciséis días. Los pollos recién nacidos son altriciales, y dejarán el nido tras veintidós a treinta y dos días, dependiendo del clima. Los juveniles volanderos se quedan una semana más tras dejar el nido con sus padres que siguen alimentándolos. 

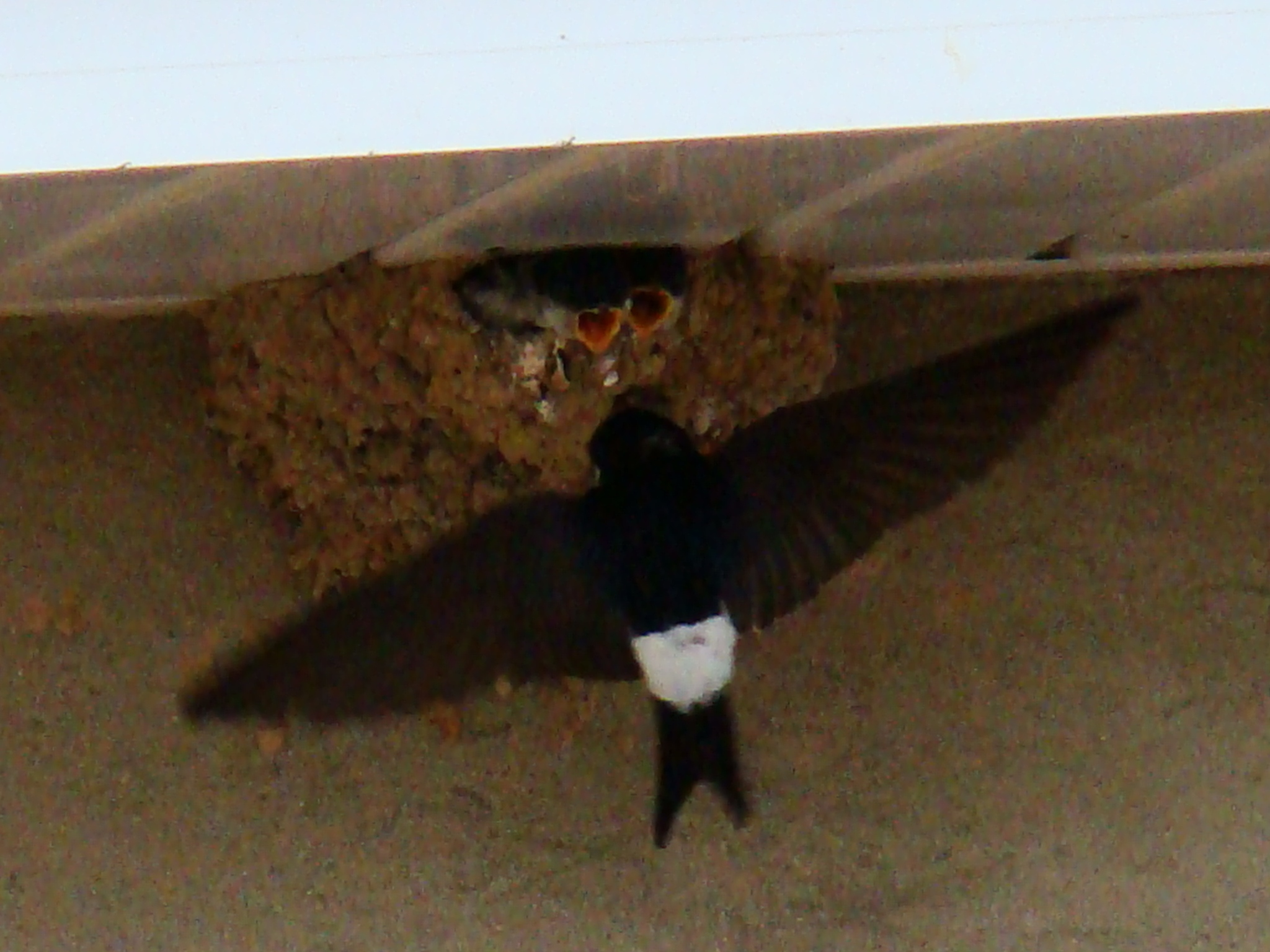
Avión común alimentando a su nidada.

Generalmente crían a dos nidadas cada año. Ocasionalmente los juveniles de una primera nidada ayudan a alimentar a una segunda nidada. El nido es reutilizado para la segunda nidada, y es reparado y usado de nuevo en años sucesivos. El 90 % por ciento de sus huevos consiguen eclosionar, y sobreviven hasta emplumar entre el 60–80 % de los pollos. La media de mortalidad de los adultos está entre el 40–70 %. Las terceras puestas son poco comunes, y las puestas tardías a menudo son abandonadas y se mueren de hambre. Aunque se han registrado individuos que han alcanzado edades de entre diez y catorce años, la mayoría no sobrevive más de cinco años. Durante varias semanas después de dejar el nido los jóvenes se congregan en bandadas que van aumentando en número a medida que avanza la temporada y que pueden verse en árboles, tejados, y en los cables junto a las golondrinas. A finales de octubre la mayoría de los aviones han abandonado las zonas de cría de Europa occidental y central, aunque no es raro encontrar a las últimas aves a finales de noviembre y diciembre, y la migración hacia el sur terminará algo más tarde.

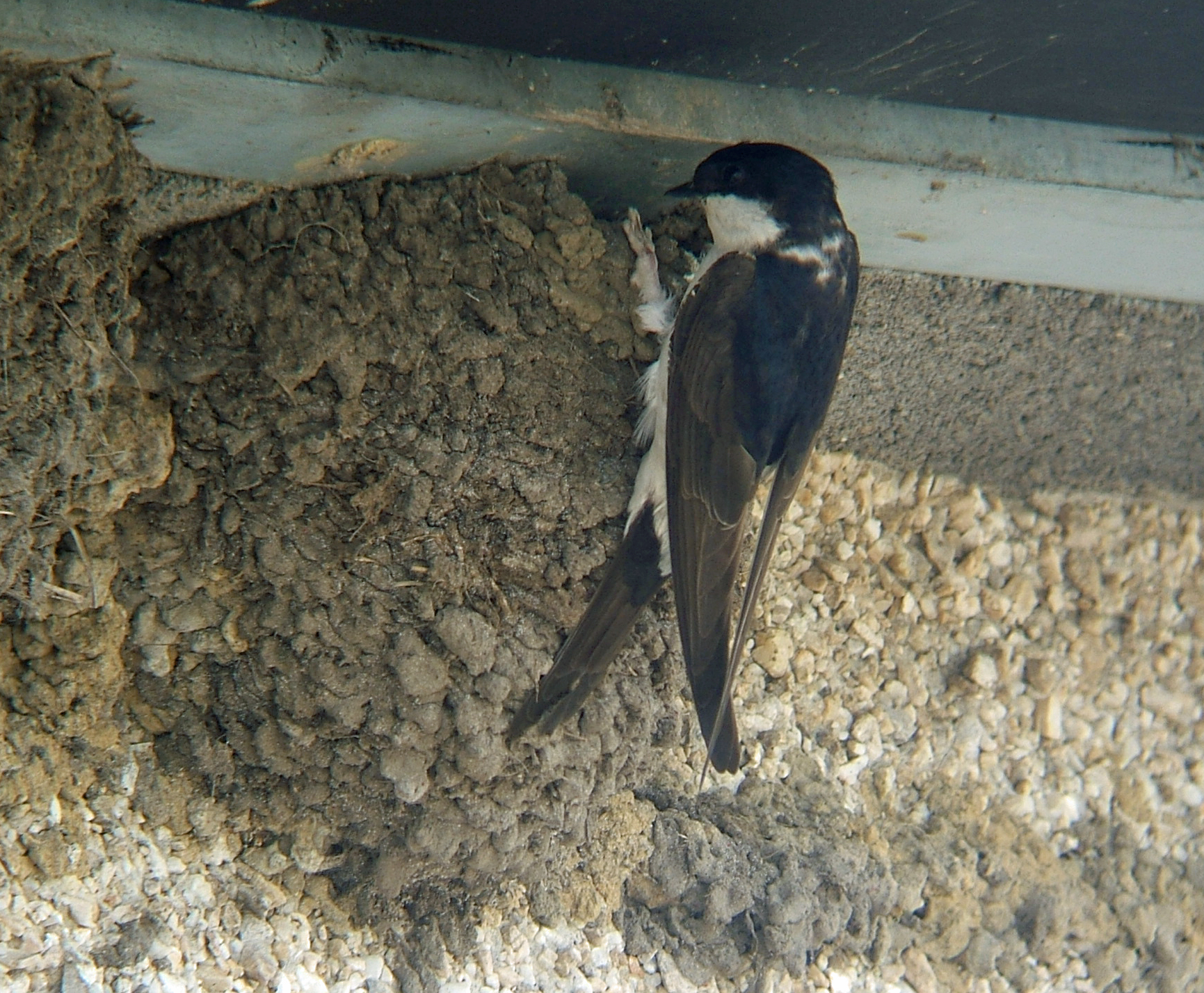
Avión asomándose a su nido terminado.

Una vez establecida una pareja permanece unida para criar de por vida, aunque las cópulas fuera de la pareja son corrientes, por lo que esta especie es socialmente monógama, aunque hay evidencias genéticas de poligamia. Un estudio realizado en Escocia reveló que el 15 % de los pollos no eran hijos del macho que los criaba, y que el 32 % de las nidadas contenía al menos un pollo de padre ajeno a la pareja. Los machos que realizan las cópulas fuera de la pareja generalmente proceden de nidos donde ya se ha realizado la puesta, y se les ve a menudo entrar en los demás nidos. Los machos emparejados inicialmente se aseguran de que su hembra pase poco tiempo sola en el nido, y la acompañan cuando vuela, pero esta vigilancia de la pareja decae cuando empieza la puesta de los huevos, por ello es más probable que los últimos pollos en nacer tengan otro padre.
Se registran regularmente hibridaciones entre aviones comunes y golondrinas comunes, siendo uno de los cruces interespecíficos más comunes entre los paseriformes. La frecuencia de estos híbridos ha llevado a sugerir que el género Delichon no está suficientemente separado genéticamente de Hirundo para ser considerados géneros separados.

### Alimentación

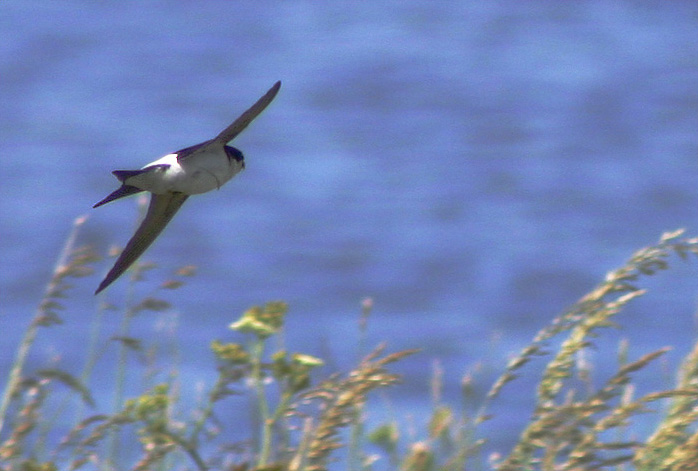
Los aviones suelen atrapar pequeños insectos voladores en las inmediaciones del agua.

El avión común tiene hábitos similares a otros insectívoros que atrapan insectos al vuelo, como las golondrinas, los demás aviones y los vencejos. En las zonas de cría, las moscas y áfidos constituyen la mayor parte de su dieta. En Europa los aviones comunes consumen mayor proporción de áfidos y moscas pequeñas que las golondrinas, lo que evita la competencia por el alimento. En ambas especies, los himenópteros, especialmente las hormigas voladoras, constituyen una importante parte de su dieta en sus zonas de invernada.
Esta especie caza a una media de altura de 21 metros durante la estación de cría, más baja en condiciones de lluvia. Las zonas de caza generalmente están a unos 450 metros del nido. Los aviones tienen preferencia por los espacios abiertos o las zonas con agua, esto último especialmente en los climas secos, pero también seguirán a los arados o a animales de gran tamaño para atrapar a los insectos que espanten. En las zonas de invernada suelen cazar a mayor altura, a más de 50 metros.

## Depredadores y parásitos
Aunque el avión común es cazado por el alcotán (Falco subbuteo), sus grandes habilidades voladoras lo capacitan para eludir a la mayoría de los depredadores. Es más vulnerable mientras recolecta barro del suelo, por ello es una actividad que suele realizarse comunitariamente, descendiendo al suelo embarrado rápidamente un grupo de pájaros al mismo tiempo.
Tiene parásitos externos como pulgas y ácaros, entre los que se encuentra la pulga del avión común, Ceratophyllus hirundinis, y parásitos internos como el Haemoproteus prognei (causante de la malaria aviar), que se transmite por medio de insectos chupadores de sangre como los mosquitos. Un estudio realizado en Polonia mostró que los nidos podían contener más de 29 especies distintas de parásitos externos, siendo los más abundantes Ceratophyllus hirundinis y Oeciacus hirundinis, aunque en cantidades inferiores a otras especies de aves.

## Estado de conservación

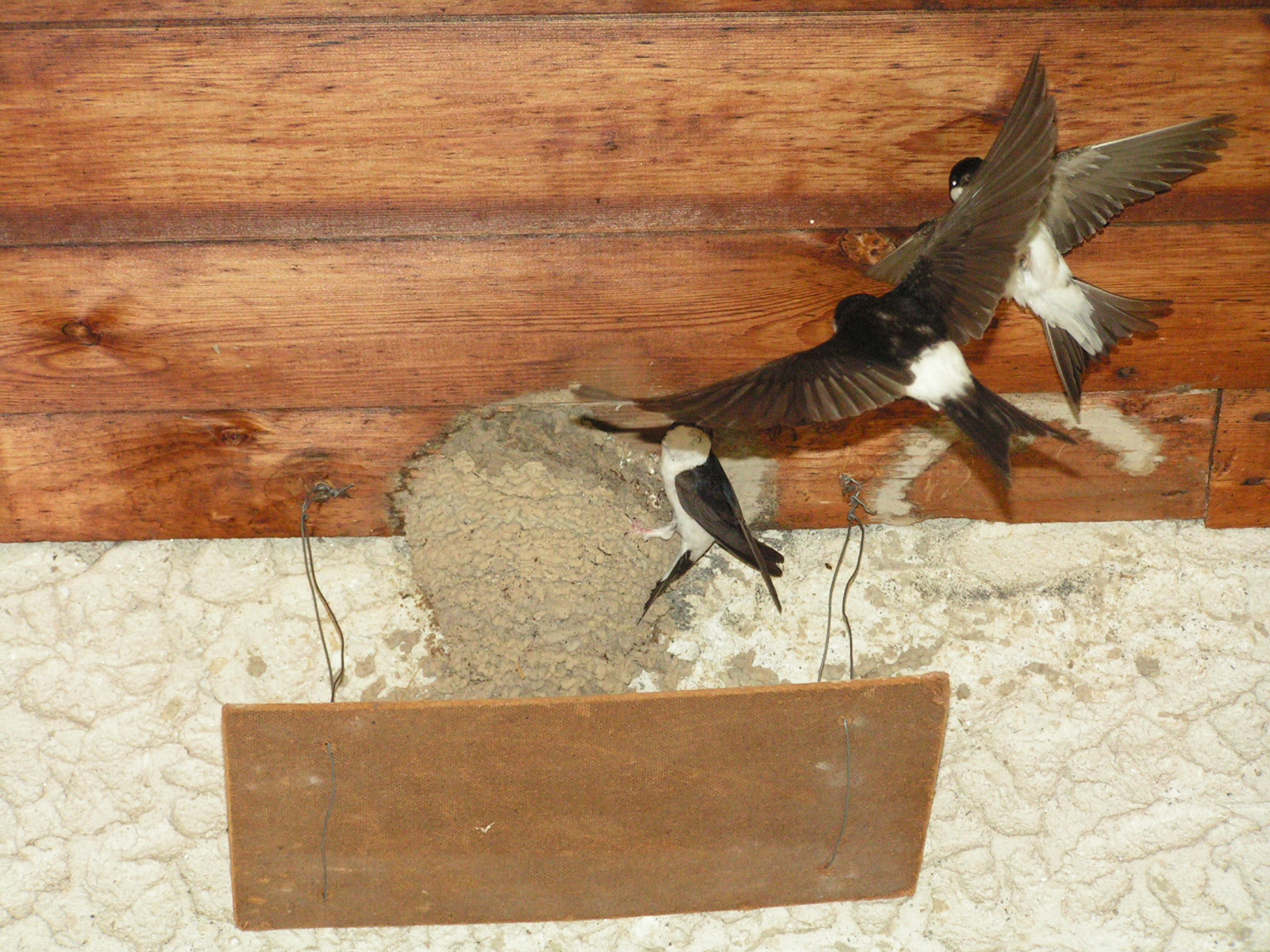
Nido con una tabla para evitar que ensucien debajo.

El avión común se extiende por una amplia zona de distribución, con una extensión global de 10 millones de kilómetros cuadrados. Se estima que su población europea es de unos 20–48 millones de individuos. La tendencia de la población global no se ha cuantificado, aunque hay algunas pruebas de fluctuaciones de la población. La especie fue evaluada como de preocupación menor en la lista roja de UICN de 2007, y no tiene ninguna restricción de la Convention on International Trade in Endangered Species of Wild Fauna and Flora (Convención sobre el tráfico internacional de especies amenazadas de fauna y flora salvaje, CITES) que regula el comercio internacional de especímenes de animales y plantas silvestres. Sin embargo en Europa los datos de población indican una tendencia al declive, lo que ha llevado a los grupos de conservación en Reino Unido a modificar su estado de conservación allí a ámbar, que indica una preocupación media.
Históricamente esta especie se ha beneficiado de las actividades humanas como los aclarados de bosques que crearon más espacios abiertos, que son sus hábitats preferidos, y de las grandes construcciones humanas que han aumentado considerablemente la cantidad de espacios adecuados para sus nidos. Sus poblaciones son numerosas, aunque puedan fluctuar localmente por diversas razones. Los climas malos, el envenenamiento por pesticidas agrícolas, la falta de barro para la construcción de sus nidos y la competencia con los gorriones comunes pueden reducir su número. Las edificaciones modernas, y las legislaciones contra la contaminación del aire permiten a los aviones criar incluso en el centro de la mayoría de las grandes ciudades como Londres o Madrid. Se han registrado amplios descensos de la población de avión común en Europa central y septentrional desde 1970. Por ser pájaros elegantes que se alimentan de molestos insectos voladores la gente suele tolerar que los aviones construyan sus nidos en sus edificios, aunque la acumulación de excrementos que se produce bajo ellos puede conducir a la destrucción de los nidos.

## En la literatura y la cultura

Escudo de armas de Ricardo II muestra cinco merletas.

Esta especie carece de la abundancia de referencias literarias de su pariente la golondrina, aunque puede que una de las más antiguas menciones a este pájaro pudiera igualmente referirse al avión. William Shakespeare claramente describe al avión común cuando Banquo llama la atención de Duncan sobre las aves y sus nidos en el castillo de Macbeth, Inverness:

This guest of summer,
The temple-haunting martlet, does approve
By his loved mansionry that the heaven's breath
Smells wooingly here. No jutty, frieze,
Buttress, nor coign of vantage, but this bird
Hath made his pendant bed and procreant cradle;
Where they most breed and haunt, I have observed
The air is delicate.
Este huésped estival,
la merleta evocadora de templos, demuestra
con sus queridas moradas que el aliento celestial
aquí huele gratamente. No hay cornisa, friso,
arbotante, ni lugar favorable, donde esta ave
no haya hecho su colgante cama y cuna procreadora;
Donde suelen criar y rondar, tengo observado
que el aire es delicado.
Macbeth, acto I, escena VI.

Se cree que merleta, que es un pájaro usado en heráldica con un corto penacho de plumas en lugar de patas, hace referencia al avión común, aunque quizás pudiera aludir a la golondrina. El término merleta provendría del inglés martlet, diminutivo de martin (avión). La merleta era la brisura que señalaba al cuarto o quinto hijo, según los países, de una familia noble. La carencia de patas significa la incapacidad de aterrizar en la tierra, por ello se relacionaba con los hijos más pequeños de la familia que no solían heredar tierras. La merleta también representa a la rapidez. Aparece en muchos escudos, incluido el de los Plantagenet.